# Rome
Rome — музичний проєкт з Люксембургу, назва якого утворена з імені соліста та фронтмена гурту, Джерома Ройтера (Jerome Reuter). Музичний стиль гурту — це складна комбінація з ембієнту, неофолку, акустик-року та мартіал-індастріалу, замішана на витонченій поезії авторської пісні.

## Склад гурту
Соліст гурту, Джером Ройтер, також пише пісні та грає на різних музичних інструментах під час концертів. До створення Rome він виступав у постпанк гурті Mack Murphy and the Inmates.

## Метод
Неофолк та мартіал-індастріал не належать до популярних жанрів, і у поєднанні з падінням продажів CD це призводить до скрутного фінансового становища групи. Не дивлячись на це, Джером Ройтер не намагається підлаштовуватися під смаки публіки, і сам вирішує, випускати дану пісню чи ні. На його думку, якщо ставити перед собою мету догодити меломанам, то мети не досягнеш, оскільки неможливо вгадати, чи догодить даний конкретний контент публіці. Смаки публіки непередбачувані. Але якщо він буде дотримуватися певної творчої лінії та певного рівня — хоча б вже наявні фани ROME будуть задоволені. «Люди одразу відчувають фальш та намагання догодити».

## Тематика пісень
Джером Ройтер пропустив через себе всю європейську історію, результатом чого стала тематика його тужливих, меланхолійних пісень, сповнена складних метафор та алюзій до різних історичних подій, особливо подій XX століття. Попри пацифізм Ройтера, багато його пісень присвячені війнам. Його надихають «вічні революціонери», бунтарі, люди, які ніколи не зупиняються. 23 червня 2023 року на знак підтримки України, що борониться від російських загарбників, Rome випустили сингл Yellow and Blue.

## Україна
Гурт активно підтримує Україну під час повномасштабного російського вторгнення (з 2022), в тому числі збором коштів для допомоги українцям. Зокрема, вони виступали в Україні 16 лютого 2022 та присвятили Україні мініальбом Defiance у липні 2022. В кінці липня 2023 року вони стали єдиними іноземними виконавцями на фестивалі «Файне місто». 25 серпня 2023 року гурт випустив альбом «Gates of Europe», присвячений Україні.

## Лейбли
На початку 2006 року Rome підписала контракт з лейблом Cold Metal Industry, у 2009 — з Trisol Music Group.

## Дискографія

### Альбоми
| Рік  | Місяць   | Назва                                | Формат | Лейбл              | Каталог #     | Примітки                                                                                             |
| ---- | -------- | ------------------------------------ | ------ | ------------------ | ------------- | --- |
| 2006 | Червень  | Berlin                               | MCD    | CMI                | CMI.156       | Перевиданий 2010 року в Trisol (TRI 391 CD)                                                          |
| 2006 | Жовтень  | Nera                                 | CD     | CMI                | CMI.164       | Перевиданий 2010 року в Trisol (TRI 392 CD)                                                          |
| 2007 | Квітень  | Confessions D'Un Voleur D'Ames       | CD     | CMI                | CMI.172       | Перевиданий 2011 року в Trisol (TRI 393 CD)                                                          |
| 2008 | Березень | Masse Mensch Material                | CD     | CMI                | CMI.181       | Перевиданий 2011 року в Trisol (TRI 394 CD)                                                          |
| 2009 | Травень  | To Die Among Strangers               | MCD    | Trisol Music Group | TRI 361 CD    | На підтримку Flowers From Exile.                                                                     |
| 2009 | Червень  | Flowers From Exile                   | CD     | Trisol Music Group | TRI 362 CD    | |
| 2010 | Січень   | L'Assassin                           | MCD    | Trisol Music Group | TRI 382 CD    | На підтримку Nos Chants Perdus.                                                                      |
| 2010 | Травень  | Nos Chants Perdus                    | CD     | Trisol Music Group | TRI 383 CD    | |
| 2011 | Червень  | Our Holy Rue / The Merchant Fleet    | 10"    | Trisol Music Group | TRI 420 LP    | Однобічний.                                                                                          |
| 2011 | Листопад | Die Æsthetik der Herrschaftsfreiheit | CD     | Trisol Music Group | TRI 424 CD    | Потрійний альбом книжкового формату у сліпкейсі (151x213x39 мм).                                     |
| 2012 | Вересень | Fester                               | CD     | Trisol Music Group | TRI 457 CD    | На підтримку Hell Money. Музика Fester являє собою грубий фолк з впливом Nick Cave та Cult of Youth. |
| 2012 | Жовтень  | Hell Money                           | CD     | Trisol Music Group | TRI 458 CD    | |
| 2013 | Липень   | Hate Us and See If We Mind           | CD     | Trisol Music Group |               | |
| 2014 | Серпень  | A Passage to Rhodesia                | CD     | Trisol Music Group | TRI 471 CD    | |
| 2015 | Вересень | Anthology 2005—2015                  | CD     | Trisol Music Group | TRI 522 CD    | Ця антологія випущена на підтримку світового турне Rome, присвяченого десятиріччю гурту в 2015 році. |
| 2016 | Квітень  | Coriolan                             | CD     | Trisol Music Group | TRI 537 CD    | |
| 2016 | Серпень  | The Hyperion Machine                 | CD     | Trisol Music Group | TRI 551 CD    | |
| 2018 | Січень   | Hall of Thatch                       | CD     | Trisol Music Group | TRI 606 CD    | |
| 2019 | Січень   | Le ceneri di Heliodoro               | CD/LP  | Trisol Music Group | TRI 634 CD/LP | |